# Gustavo Palomares Lerma
 Gustavo Palomares Lerma  (Villanueva de la Jara, Cuenca) es un politólogo español, especializado en Relaciones Internacionales, principalmente en el proceso de integración política de la Unión Europea, su Política Exterior y de Seguridad Común PESC y también en el campo de la cooperación de la Unión con América Latina. De igual forma es un investigador muy reconocido del proceso político y de la política exterior de los Estados Unidos siendo el responsable del seminario sobre "La política exterior de los Estados Unidos y las relaciones transatlánticas" en la Escuela Diplomática de España. 
En el ámbito de la transferencia investigadora se debe destacar sus análisis de las políticas públicas, la reforma del Estado y la estructuración de nuevas áreas de gestión gubernamental especialmente vinculadas a la formación superior universitaria.
De forma paralela a su labor académica y científica, ha sido director de algunos de los principales proyectos de reforma del Estado en América Latina y en el desarrollo de su sistema público de educación superior, también a las áreas de Paz, Seguridad  y Defensa en el ámbito europeo y global, uniendo a su producción teórica algunos de los logros más destacados en la transformación de ese continente y del conjunto del sistema internacional. 
Ha formado parte del tribunal de acceso a la carrera diplomática y del tribunal calificador de las pruebas selectivas para el ingreso en el Cuerpo de técnicos superiores de Administración General, grupo A, subgrupo 1
Ha sido presidente del Instituto de Altos Estudios Europeos (IAEE) hasta julio de 2019 y desde esta institución ha realizado una labor de profundización en las relaciones de cooperación institucional y técnica con América Latina, logrando ubicar a su personal técnico y a su Claustro de profesores dentro de las instituciones de mayor prestigio en el diálogo euro-latinoamericano. En los últimos años también ha sido presidente de REDIUNIPAZ (Red Internacional de Universidades Públicas para la PAZ), una de las principales redes de Universidades públicas euro-latinoamericanas.
Ha sido catedrático Europeo "Jean Monnet" en Políticas de la UE, profesor de Relaciones Internacionales. Ha sido Decano de la Facultad de Ciencias Políticas y Sociología en la UNED hasta 2022 y en la actualidad es el director del Instituto General Gutiérrez Mellado IUGM dependiente del Ministerio de Defensa de España y de la UNED.

## Historia
Sus orígenes intelectuales se forjaron dentro de la Escuela Española de las Relaciones Internacionales, bajo la influencia de los profesores Antonio Truyol y Roberto Mesa que fue su director de tesis doctoral. Su investigación doctoral sobre la influencia del fascismo italiano en la política exterior de España durante el período de Primo de Rivera, tuvo una gran influencia en investigaciones posteriores y fue reconocida con el Premio Extraordinario de Doctorado en España.
Con posterioridad, los campos fundamentales de su producción científica y académica se desarrollaron en distintas áreas: Cooperación internacional,Integración política europea, Relaciones Internacionales, Política exterior y de seguridad común de la Unión Europea, Cooperación de la Unión Europea, Política y Gobierno en los Estados Unidos.

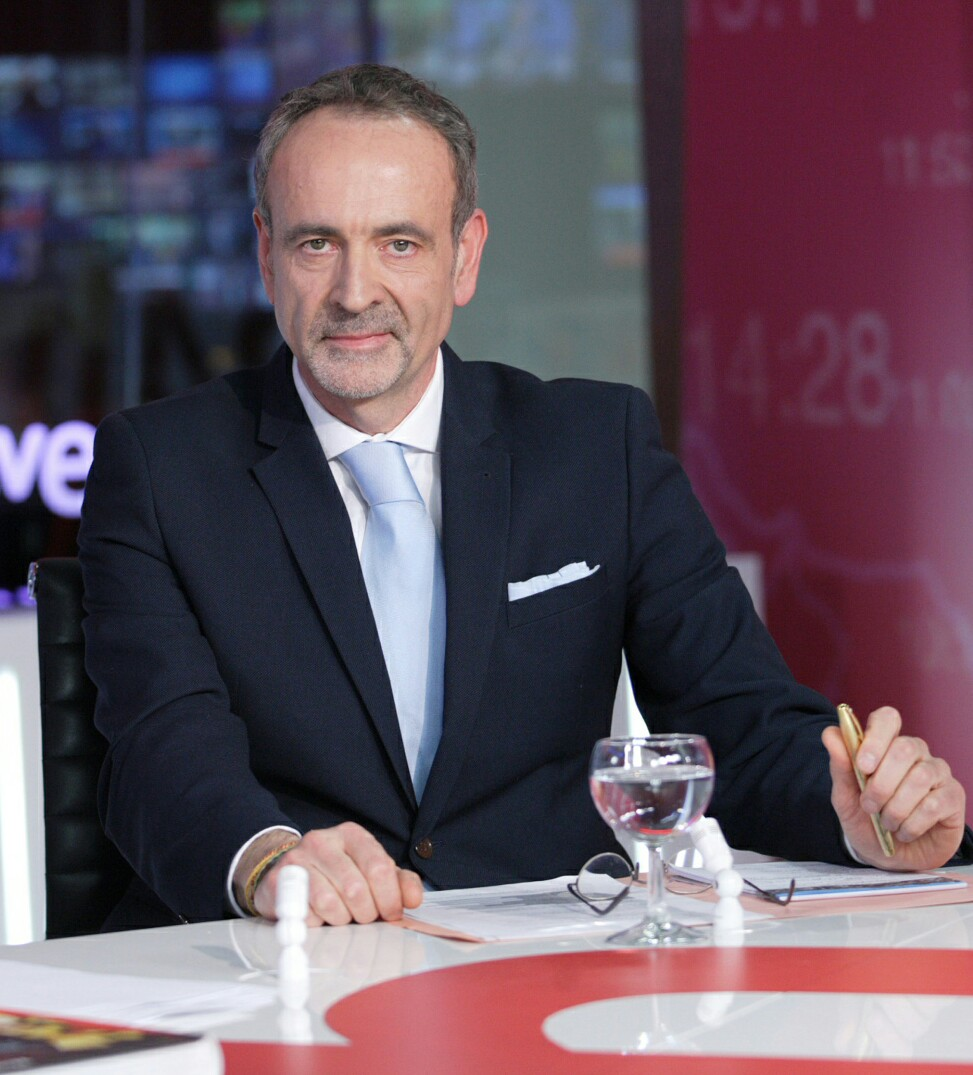
tamaño de imagen = 250px

En este último campo, especialmente sobre política exterior y los procesos electorales en Estados Unidos, ha publicado desde 1998 numerosos artículos en medios científicos y periodísticos españoles, estadounidenses y latinoamericanos, convirtiéndose en uno de los grandes especialistas en el estudio del comportamiento de las administraciones USA. Destaca en este campo, sus trabajos sobre John Fitzgerald Kennedy, lo que le colocan dentro de las referencias obligadas en español sobre su vida y obra. En este ámbito del análisis de la realidad política en ese país, puede destacarse que fue uno de los primeros expertos en Relaciones Internacionales en España y en Europa en apoyar a Barack Obama como candidato del Partido Demócrata en las elecciones presidenciales de 2008.
Sus investigaciones sobre el pensamiento conservador en Estados Unidos se ha plasmado en algunas obras en donde analiza el proceso teórico y práctico de esa corriente desde el nacionalismo clásico, pasando por el anticomunismo de la Guerra Fría y el "maccartismo", hasta el idealismo neo-conservador de principios de este Siglo y la llegada de Donald Trump a la Casa Blanca en 2017.
Desde muy joven ha formado parte del Claustro de Profesores de la Escuela Diplomática del Ministerio de Asuntos Exteriores y de Cooperación de España (MAEC) y ha sido miembro en sucesivas convocatorias del Tribunal de Acceso al Cuerpo diplomático. Por su dedicación en este ámbito, en 2011 recibió la Medalla de la Escuela Diplomática.
De forma paralela a su producción científica y académica en el ámbito de las Relaciones Internacionales ha encabezado algunos de los proyectos de modernización en América Latina en los ámbitos de la reforma del Estado, buen gobierno y transparencia, entre otros: el Proyecto Europeo de
Reforma de la Justicia en Guatemala; también el Proyecto Simplificación de Trámites, de Reforma del Estado y del Congreso en Colombia. En ese mismo país ha sido también, Coordinador Ejecutivo del PF del II Laboratorio de Paz. En este momento, también en Colombia, dirige el proyecto europeo "Pedagogía de la Paz y gestión del postconflicto".
Desde 1996, ocupa la Cátedra Jean Monnet de Políticas y Comunicación de la Unión Europea en la UNED, siendo uno de los más jóvenes catedráticos europeos en España y propiciando, desde ahí, una profundización de los estudios sobre la integración europea, especialmente en el ámbito de las relaciones entre la Unión Europea y América Latina. El desarrollo de esta labor le ha llevado a la presidencia del Instituto de Altos Estudios Europeos. IAEE. que ocupa en la actualidad.
El análisis de la realidad internacional también le lleva a colaborar con distintos medios informativos impresos españoles entre otros El País, La Vanguardia, El Mundo, Cambio 16, Temas para el Debate; también en otros medios latinoamericanos como El Espectador, El Tiempo y El Universal. También es colaborador habitual en el canal 24 horas (TVE) y de Antena 3, en donde participa especialmente en la información internacional, de América Latina y en el seguimiento de las noches electorales en los Estados Unidos.

## Obras
- Las relaciones internacionales en el siglo XXI. Madrid, TECNOS. Eds., Segunda Edición Revisada y Ampliada 2010.
- La política exterior y de seguridad común de la Unión Europea: Balance crítico y perspectivas para el siglo XXI. Valencia, Tirant lo Blanch-Colección Ciencia Política, 2002.
- Política y Gobierno en los Estados Unidos.: 1945-2000. Valencia, Tirant lo Blanch-Colección Ciencia Política, 1999.[1]
- Textos básicos de la construcción europea. Madrid, Acento Editorial, 1999.
- La integración política europea. Madrid, Ediciones Pirámide, 1999.
- Organizaciones político-administrativas internacionales. Madrid. UNED. Eds., 1994.
- Teoría y concepto de las relaciones internacionales. Madrid, UNED. Eds., 1994.
- Guía didáctica de relaciones internacionales. Madrid., UNED. Eds., 1990.
- Addenda de relaciones internacionales. Madrid, UNED. Eds., 1992.